# AO Itabaiana
Associação Olímpica de Itabaiana – brazylijski klub piłkarski z siedzibą w mieście Itabaiana leżącym w stanie Sergipe.

## Osiągnięcia
- Mistrz stanu Sergipe (10): 1969, 1973, 1978, 1979, 1980, 1981, 1982, 1997, 2005, 2012
- Puchar stanu Sergipe (Copa Governador João Alves) (2): 2006, 2007

## Historia
Klub Itabaiana założony został 10 lipca 1938 roku. Do największego znaczenia doszedł na przełomie lat 70. i 80., kiedy to zdobyte mistrzostwa stanu pozwoliły kilka razy wystąpić w pierwszej lidze brazylijskiej (Campeonato Brasileiro Série A).